# Listă de roci

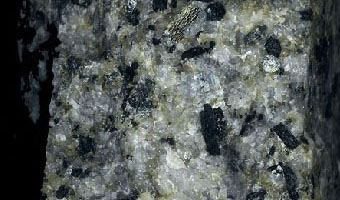
Diorit

## Listă de roci în ordine alfabetică
| A | B | C | D |  |
| --- | --- | --- | --- |  |
| - Achondrit - Adakit - Akerit - Alaskit - Albitofir - Aleurit - Alivalit - Alkaligranit - Amfibolit - Anamezit - Anatexit - Andezit - Anhydritstein - Anortozit - Antracit - Aplit - Ardezie - Arenit - Argilă - Argilit - Arizonit - Arcoză - Augengneis | - Bazalt - Bazanit - Bauxit - Bentonit - Bimsstein - Biolithe - Black Galaxy - Blätterkohle - Blauschiefer - Braunkohle - Brecie - Borolanit - Bostonit - Buntsandstein - Bändererz                              | - Calcar - Camptonit - Caolin - Cărbune - Charnockit - Chilesalpeter - Chloritschiefer - Chondrit - Cipollino - Comendit - Conglomerat - Corneană - Cretă (rocă) | - Dachschiefer - Dacit - Diabaz - Diatomit - Diorit - Ditroit - Dolerit - Dolomit (rocă) - Dunit |  |
| E | F | G | H |  |
| - Eisenmeteorit - Eisenoolith - Eclogit - Enderbit - Erbsenstein - Essexit - Eucrit - Evaporit | - Fanglomerat - Faxekalk - Faserkohle - Felsit - Felsquarzit - Fettkohle - Feuerstein - Fladenlava - Flammkohle - Fleckschiefer - Flint - Flinz - Flysch - Foidit - Fonolit - Foyait - Fruchtschiefer - Fulgurit | - Gabro - Garbenschiefer - Gasflammkohle - Gaskohle - Gips - Glanzkohle (Steink.) - Glanzkohle (Braunk.) - Glaukophanschiefer - Glimmerschiefer - Globigerinenschlamm - Gnais - Granit - Granitporphyr - Granodiorit - Granophyr - Granulit - Graptholithenschiefer - Grauwacke - Gresie - Griffelschiefer - Grünschiefer | - Halit - Hartbraunkohle - Harzburgit - Hawaiit - Hibinit - Hornblendit - Hornfels - Hornstein - Humolithe - Hyperit |  |
| I | J | K | L |  |
| - Ignimbrit - Ijolit - Italit | - Jura-Marmor | - Kalisalze - Kalksandstein - Kalksilikatfels - Keratofir cuarțifer - Sinter - Travertin - Kalziolith - Kännelkohle - Karbonatit - Kataklasit - Kennelkohle -> Kohle - Kersantit - Khondalit - Kieselerde -> Kieselgur - Kieselgur - Kieselschiefer - Kieselsinter - Kimberlit - Kissenlava -> Lava - Klingstein -> Phonolith - Knochenbrekzie - Knotenschiefer - Kohle - Kohleeisenstein - Kohlenkalk - Kokardenerz - Konglomerat - Kontaktschiefer - Korallenerz - Kuckersit | - Lamproit - Lamprophyr - Lapilli - Lardalit - Larvikit - Latibazalt - Lava - Latit - Laurdalit - Laurvikit - Lehmstein - Letten - Leucitit - Leucodiorit - Lignit - Limburgit - Liparit - Liptobiolith - Lockergestein - Loess - Luiavrit - Lutit - Lydit |  |
| M | N | O | P |  |
| - Maferit - Magerkohle - Mafitit - Malignit - Mandelstein - Manganknollen - Mariupulit - Marmură - Marnă - Massenkalk - Mattkohle - Meerschaum - Meladiorit - Melaphyr auch Mandelstein - Melilithit - Melteigit - Mergel - Mergelschiefer - Mergelstein - Metacuarțit - Miaskit - Migmatit - Mikrodiorit - Mikrogabbro - Mikrogranit - Minette - Molasse - Moldavit - Monchiquit - Monzonit - MORB - Mugearit - Muschelkalk - Muskowit - Mylonit | - Nephelinbasalt - Nephelinit - Nephelinsyenit - Nordmakit - Norit - Nisip | - Obsidian - OIB - Olivină - Ölschiefer - Oolith - Ophicalcit - Ophiolith - Ophit - Oredit - Ortofir | - Pallasit - Pechstein - Pantellerit - Pegmatit - Peridotit - Perlit - Perowskit - Phonolith - Phyllit - Piatra ponce - Pikrit - Porphyr - Prasinit - Pseudotachylit - Pyrit - Pyroxenit                                                                   |  |
| Q | R | S | T |  |
| - Quarzit - Quarzolith - Quarzporphyr | - Radiolarit - Rapakiwi - Riolit - Ringelerz - Robenporphyr - Rogenstein | - Sandstein - Schiefer - Schlacke - Schwarzpelit - Serpentinit - Shonkinit - Shoshonit - Skarn - Sonnenbrennerbasalt - Spiculit - Steinkohle - Steinmeteorit - Suevit - Sienit | - Talk-Disthen-Schiefer - Tektit - Tephrit - Theralit - Tholeiit - Tonalit - Tonschiefer - Tonstein - Topaz - Trahit - Travertin - Troctolit - Trondhjemit - Tropfstein - Tuffstein                                                                        |  |
| U | V | W | XYZ |  |
| - Ultramafit - Umptekit - Uncopagrit - Urtit | - Variolit - Vitrofir - Vogesit | - Weißschiefer - Wüstit | |  |